# 국방광장
《국방광장》은 대한민국의 방송국 KFN 라디오의 라디오 채널 KFN 라디오에서 평일 오전 7시부터 오전 9시까지 방송되는 라디오 시사 안보 프로그램이다.

## 역사
2007년 4월 16일에 신설했다.

## 코너

### 매일 코너
- 주요 군사 소식 - 월~수 한국일보 정승임 국방부 출입기자, 목~금 코리아타임즈 정다민 국방부 출입기자
- 국방광장 퀴즈
- 날씨
- 오늘의 인터뷰
- <군가>
- 국방광장 퀴즈/문자
- 뉴스브리핑 - 헤럴드경제 이세진 기자
- 나라밖 소식 - 뉴스1 강민경 기자
- <군가> + 국방광장 퀴즈/문자
- 네티즌 관심뉴스 - 방송인 염민주

### 요일별 코너
- 월요일 
  - 밀리터리 노트 - 한국국가전략연구원 김대영 연구위원
  - 창군비화 - 김선덕 공군역사자문위원
  - 군대가 중계 -형다영 작가
- 화요일 
  - 오늘의 북한 - 통일연구원 조한범 박사
  - 병영언어, 공공언어 이럴 땐 이렇게 - 공공언어전문가/이화여대 국어문화원 한은주 선임연구원
  - 공감정책 - 정부 부처 블로그 전형 기자
- 수요일 
  - 글로벌 외교이슈 - 한동대 박원곤 국제지역학 교수
  - 주간책방지기 - 교보문고 이주호, 한지수MD
- 목요일
  - 이슈톡톡 - 최영일 시사평론가/육군홍보정책자문위원
  - 목요일엔 문화가 산책 - 머니투데이 김고금평 기자
  - 6·25 전사 - 전사연구가 남정옥 박사/ 전 국방부 군사편찬연구소 책임연구원
- 금요일
  - 국방정책 해설 - 장광일 전 국방부정책실장/육군중장
  - 우리 군가 - 군가연구가 정성엽 박사/해군대령.
  - 식사가 잘못됐습니다 - 성균관의대 강북삼성병원 가정의학과 강재헌 교수

## 진행
- 문성묵